# Danilho Doekhi
Danilho Raimundo Doekhi (* 30. Juni 1998 in Rotterdam) ist ein niederländischer Fußballspieler. 
Er wurde fußballerisch größtenteils bei Excelsior Rotterdam ausgebildet und spielte von 2018 bis 2022 bei Vitesse Arnheim, nachdem er zuvor zwei Jahre zum Kader der zweiten Mannschaft von Ajax Amsterdam gehört hatte. Zur Saison 2022/23 wechselte Doekhi nach Deutschland in die Bundesliga zum 1. FC Union Berlin. Des Weiteren ist er ehemaliger niederländischer Nachwuchsnationalspieler.

## Karriere

### Verein
Doekhi begann mit dem Fußballspielen bei XerxesDZB in seiner Geburtsstadt Rotterdam und wechselte später in die Jugendabteilung von Excelsior Rotterdam. Am 6. März 2016 gab er im Alter von 17 Jahren bei der 0:2-Niederlage im Auswärtsspiel gegen AZ Alkmaar sein Profidebüt in der Eredivisie. Als Tabellen-15. mit einem Punkt Vorsprung vor Willem II Tilburg gelang Excelsior der Klassenerhalt. Zur Saison 2016/17 wechselte Doekhi zu Ajax Amsterdam, wo er zum Kader der zweiten Mannschaft gehörte. Doekhi, der in dieser Saison auch für die A-Jugend (U19) zum Einsatz kam, lief in seiner ersten Saison für die Reservemannschaft in der zweiten niederländischen Liga in zwei Partien auf, erstmals am 17. Februar 2017 beim 3:2-Auswärtssieg am 26. Spieltag gegen Achilles ’29. Zum Ende der Saison wurde die Reserveelf Zweiter. Eine Saison später kam er in 33 Partien zum Einsatz und wurde mit seiner Mannschaft Zweitligameister, durfte allerdings nicht aufsteigen.
Im Juli 2018 wechselte Doekhi trotz eines bis 2019 laufenden Vertrags zu Vitesse Arnheim und unterschrieb einen Kontrakt mit einer Laufzeit von über vier Jahren. Sein erstes Spiel für den Verein aus Arnheim absolvierte er am 30. September 2018 bei der 1:2-Niederlage am siebten Spieltag bei Feyenoord Rotterdam, wo er kurz vor Schluss einen Platzverweis erhielt. In seiner ersten Saison kam Doekhi für die erste Mannschaft zu 20 Eredivisie-Einsätzen. Mit seiner Mannschaft qualifizierte er sich für die ligainternen Play-offs um die Teilnahme an der UEFA Europa League, wo sich Vitesse gegen den FC Groningen durchsetzen konnte, im Finale allerdings gegen den FC Utrecht ausschied und somit die Qualifikation verpasste. In der Saison 2019/20 erkämpfte sich Doekhi einen Stammplatz in der Innenverteidigung der Arnheimer und kam dabei in jedem Spiel zum Einsatz. Die Spielzeit wurde aufgrund der COVID-19-Pandemie abgebrochen. In der Saison 2020/21 wurde Doekhi mit seinem Verein Tabellenvierter und erreichte im KNVB-Beker zudem das Finale, wo die Mannschaft gegen Meister Ajax Amsterdam verlor. Als Vierter qualifizierte sich Vitesse für die UEFA Europa Conference League, wo der Verein das Viertelfinale erreichte und dort gegen die AS Rom ausschied. Im Turnierverlauf kam Doekhi zu elf Einsätzen.
Zur Saison 2022/23 wechselte er nach Deutschland in die Bundesliga zum 1. FC Union Berlin.

### Nationalmannschaft
Doekhi absolvierte mindestens eine Partie für die niederländische U18-Nationalmannschaft sowie ein Spiel für die U19 und zwei für die U20-Nationalelf. Am 24. März 2019 absolvierte er beim torlosen Unentschieden im spanischen San Pedro del Pinatar gegen die Vereinigten Staaten sein Debüt für die niederländische U21-Nationalmannschaft. Mit Jong Oranje qualifizierte sich Doekhi für die U21-Europameisterschaft 2021 in Ungarn und Slowenien, absolvierte allerdings bereits am 15. November 2020 beim 5:0-Sieg im EM-Qualifikationsspiel gegen Belarus sein fünftes und letztes Länderspiel. Die EM-Endrunde wurde wegen der COVID-19-Pandemie in eine Gruppenphase sowie in eine Finalrunde geteilt, wobei die Gruppenspiele im März 2021 stattfanden und die Finalrunde vom 31. Mai bis zum 6. Juni 2021. Die niederländische U21-Nationalmannschaft erreichte bei diesem Turnier das Halbfinale, wo sie gegen den späteren Titelträger Deutschland ausschieden, und Doekhi stand sowohl in der Gruppenphase als auch in der Finalrunde im Kader, kam allerdings zu keinem Einsatz.